# Karl August Meinel
Karl August Meinel (* 1877; † 1957) war Offizier in der Kgl. bayerischen Armee, dann in der bayerischen Gendarmerie und schließlich in der deutschen Wehrmacht, zuletzt im Dienstgrad Oberstleutnant.  Während des Zweiten Weltkriegs stellte er sich, als einer von wenigen Offizieren der Wehrmacht überhaupt, gegen die Ausführung des sogenannten Kommissarbefehls.

## Militärische Laufbahn bis 1941
Meinel diente von 1897 bis 1914 in der Bayerischen Armee, wo er bis zum Hauptmann der Infanterie aufstieg. Nach einer im Ersten Weltkrieg erlittenen Verwundung wechselte er zur Gendarmerie. 1937 wurde er, als Oberstleutnant der Gendarmerie, aus Altersgründen pensioniert. 1939, nach Ausbruch des Zweiten Weltkriegs, wurde er in seinem alten Heeresdienstgrad Hauptmann reaktiviert und im Kriegsgefangenenwesen im Wehrkreis VII verwendet. 1940 erfolgte die Beförderung zum Major des Heeres.

## Widerstand gegen den Kommissarbefehl
Meinel war zu Beginn des deutschen Überfalls auf die Sowjetunion als Offizier im Kriegsgefangenenlager in Moosburg (Stammlager VII A) eingesetzt, in dieser Position wurde er Zeuge von Aktionen sog. Aussonderungskommandos der Gestapo, die den Auftrag hatten, die Gefangenenlager nach „untragbaren Elementen“ zu durchsuchen und zur Liquidierung in Konzentrationslager zu verbringen. Die Insassen des Lagers waren vorher an der Ostfront in deutsche Kriegsgefangenschaft geraten und im Rahmen des Kommissarbefehls noch nicht ausgesondert worden. Gemäß dem verbrecherischen Befehl hatte die Wehrmacht den Auftrag, Politkommissare der Roten Armee nicht als Kriegsgefangene zu behandeln, sondern sofort zu erschießen.
Nachdem Meinel den Befehl zur Aussonderung vom OKW erhielt, ordnete er zunächst an, die Aussonderungskommandos in das Lager zu lassen. Kurze Zeit später mehrten sich die Hinweise darauf, dass die Kommandos die Gefangenen körperlich misshandeln würden. Erste Hinweise darauf erhielt Meinel von einem Wehrmachts-Dolmetscher des Lagers, aufgrund deren entschied er sich, zusammen mit seinem Vorgesetzten, Generalmajor Otto Ritter von Saur, die Geschehnisse genauer zu untersuchen. Gemeinsam besuchten sie mehrere Arbeitskommandos, befragten die zuständigen Kommandoführer und sahen Listen ein, die belegten, welche Gefangenen zur Aussonderung bestimmt waren.
Aufgrund der vorliegenden Listen kam Meinel zu dem Schluss, dass nur die „Intelligenz“ der russischen Gefangenen ausgesondert wurde. Außerdem hatten die Befragungen ergeben, dass die Gestapo die Gefangenen misshandelt hatte. Von jetzt an versuchten Meinel und Ritter von Saur, die Aussonderungen zu hintertreiben, indem sie die entsprechend gefährdeten Gefangenen den Arbeitskommandos zuteilten. Ein Beamter der Gestapo entdeckte dieses Vorgehen Ende September 1941. Auch bei einer anschließenden Überprüfung verweigerten die Offiziere des Lagers die Zusammenarbeit mit der Gestapo und versuchten, die Gefangenen durch Neuaufstellung von Arbeitskommandos vor der Gestapo zu retten. Meinels Eingreifen und das anderer Offiziere rettete schätzungsweise 120 Inhaftierten das Leben.
In Abstimmung mit Ritter von Saur verfasste Meinel im Januar 1942 eine Protestnote an Hermann Reinecke, den Chef des Allgemeinen Wehrmachtsamtes. In dem Bericht protestierte Meinel sowohl gegen die Misshandlungen als auch die Exekutionen von Kriegsgefangenen durch die Gestapo.

## Weiterer Werdegang
Aufgrund des Berichts wurde Ritter von Saur von Gauleiter Robert Wagner einbestellt. Anschließend, Anfang 1942, erhielt Meinel seine Versetzung nach Litauen, wo er für kurze Zeit als Leiter eines Kriegsgefangenenlagers fungierte. Gleichzeitig wurde er zum Oberstleutnant befördert. Formal stellte dies eine Auszeichnung dar, tatsächlich war dieses Vorgehen aber als verdeckte Strafaktion einzustufen, mit der man einen unliebsamen Kritiker „weglobte“. Zwei Monate später erfolgte die Versetzung in die Führerreserve, laut Meinels Aussage ebenfalls gegen seinen Willen. Dies kam der faktischen Entfernung des damals Mitte-Sechzig-Jährigen aus dem Dienst gleich.
Ähnlich erging es Ritter von Saur, der zunächst vom Generalmajor zum Generalleutnant befördert wurde, dann aber, mit Wirkung zum 1. August 1942, ebenfalls in die Führerreserve verabschiedet wurde.